# Červené Janovice
Červené Janovice település Csehországban, a Kutná Hora-i járásban. Červené Janovice Petrovice I, Černíny, Třebonín, Opatovice I, Bludov, Úmonín, Třebětín és Paběnice településekkel határos. Lakosainak száma 657 fő (2024. január 1.).

## Népesség
A település lakosságának változását az alábbi diagram mutatja:
| Lakosok száma | 1474 | 1268 | 1130 | 886  | 750  | 721  | 671  | 652  | 655  | 657  |
|               | 1869 | 1890 | 1921 | 1950 | 1980 | 2001 | 2017 | 2019 | 2022 | 2024 |